# Saint-Germain-en-Laye
Saint-Germain-en-Laye je zahodno predmestje Pariza in občina v osrednji francoski regiji Île-de-France, podprefektura departmaja Yvelines. Leta 2019 je naselje imelo skoraj 45.000 prebivalcev.
Ker vključuje nacionalni gozd Saint-Germain-en-Laye, pokriva približno 48 km², zaradi česar je največja občina v Yvelinesu. Zavzema veliko zanko Sene. Saint-Germain-en-Laye leži na enem od zahodnih končnic proge A RER.

## Geografija
Mesto Saint-Germain-en-Laye, ki leži v zahodnem predmestju Pariza in na severovzhodu departmaja Yvelines, je s svojim nacionalnim gozdom, ki mu daje več kot 4800 hektarjev, največje v departmaju (tretji v Île-de-France za Fontainebleaujem in Parizom). Zavzema večino zanke Sene, ki je v veliki meri pokrita z istoimenskim nacionalnim gozdom. Zgodovinsko mesto mesta je na jugovzhodnem delu tega ozemlja, na robu apnenčaste planote, ki s približno 60 metri prevladuje nad Seno in od koder seže pogled na velik del zahoda.
Sosednja mesta so Maisons-Laffitte na severovzhodu, Le Mesnil-le-Roi na vzhodu, Le Pecq na jugovzhodu, Mareil-Marly in L'Étang-la-Ville na jugu, Saint-Nom-la-Bretèche in Chambourcy na jugozahodu, Poissy na zahodu in Achères v kroni od severozahoda proti severovzhodu.
Občinsko ozemlje se razprostira na planoti, ki je strmo omejena proti vzhodu in se na 90 metrih višine zaključi na mestu gradu. Rob planote, delno materializiran s teraso, ustreza medobčinski meji, ki ločuje Saint-Germain od Pecqa, ki je spodaj na bregovih Sene. Planota se postopoma niža proti zahodu na 50 do 60 metrov na meji Poissyja in proti severu na približno 25 metrov v poljedelski nižini Achères. Na jugu je globoko zarezana z dolino ru de Buzot, ki jo delno zavzame RN 13 in prečka z viaduktom, ter se ostro dvigne na robu Mareil-Marly in Fourqueux do nadmorske višine 100 metrov približno do hriba Hennemont.

## Zgodovina
Saint-Germain-en-Laye je bil ustanovljen leta 1020 ob ustanovitvi samostana na mestu sedanje cerkve sv. Germaina.
Pred francosko revolucijo je bil njegov dvorec Château de Saint-Germain prebivališče številnih francoskih monarhov. Stari grad je bil zgrajen leta 1348 pod kraljem Karlom V. na ostankih še starejšega gradu (château-fort, 1238), obnovljen v času Franca I. Saint-Germain-en-Laye je poznan po svoji 2.4 km dolgi kamniti terasi, postavljeni v letih 1669-1673 pod arhitektom Le Nôtrejem, s pogledom po dolini reke Sene in v daljavi na Pariz. V 19. stoletju je Napoleon Bonaparte na dvorcu Château-Vieux ustanovil šolo za oficirje - konjenike. Leta 1862 je dal Napoleon III. v delu dvorca postaviti muzej Musée des Antiquités Nationales, v katerem so bili predstavljeni predmeti iz obdobja od paleolitika do Galcev.
V dvorcu je bil rojen francoski kralj Ludvik XIV. (v mestnem grbu se posledično nahaja zibelka in datum rojstva), ki si ga je kasneje, v letih 1661 do 1681 izbral za glavno rezidenco. Leta 1688 je Ludvik predal dvorec angleškemu kralju Jakobu II. po njegovem izgonu iz Anglije (slavna revolucija); slednji je pokopan v cerkvi sv. Germaina.
Na dvorcu so bili podpisani številni mirovni sporazumi:
- 5. avgust 1570; Saintgermainska pogodba (1570) je končala tretjo od francoskih verskih vojn.
- 29. marec 1632; [Saintgermainska pogodba (1632)]] z njo je bilo Franciji vrnjeno ozemlje severnoameriške Nove Francije (Québec), ki ga je imela pred tem v rokah Anglija.
- 25. oktober 1679; Saintgermainska pogodba (1679) je prinesla mir med Francijo in Brandenburgom ter konec tretje nizozemske vojne.
- 10. september 1919; Saintgermainska pogodba (1919) med zavezniki prve svetovne vojne in novo republiko Avstrijo ter razpustitev Avstro-Ogrske.

Med francosko revolucijo se je kraj imenoval Montagne-du-Bon-Air.
Med okupacijo v drugi svetovni vojni je bilo v Saint-Germain-en-Laye glavno poveljstvo nemške vojske.

## Znamenitosti
- dvorec château de Saint-Germain-en-Laye,
- cerkev sv. Germaina, zgrajena 1824 v stilu starih kretskih bazilik,
- bolniška kapela,
- mestna hiša Hôtel de ville (1777) z vrtovi,
- rojstna hiša francoske skladatelja in pianista Debussyja,
- Château de Val,
- akvadukt de Retz,

## Pobratena mesta
- Aschaffenburg (Nemčija),
- Ayr (Združeno kraljestvo),
- Konstancin-Jeziorna (Poljska),
- Musson (Belgija),
- Temara (Maroko),
- Winchester (Massachusetts, ZDA).